# أرلين إسكاربيتا
أرلين ألكسندر إسكاربيتا (بالإنجليزية: Arlen Escarpeta) (من مواليد 9 أبريل 1981) ممثل بليزي أمريكي. اشتهر بأدواره في فيلم يوم الجمعة الثالث عشر ، الأخوة، الوجهة النهائية 5 ، في العاصفة (2014) ، وعلى الأخص تصويره لبوبي براون في فيلم ويتني 2015.

## الروابط الخارجية
- أرلين إسكاربيتا على موقع IMDb (الإنجليزية)
- أرلين إسكاربيتا على موقع ألو سيني (الفرنسية)
- أرلين إسكاربيتا على موقع ميوزك برينز (الإنجليزية)
- أرلين إسكاربيتا على موقع أول موفي (الإنجليزية)
- أرلين إسكاربيتا على موقع قاعدة بيانات الأفلام السويدية (السويدية)
- أرلين إسكاربيتا على موقع إن إن دي بي (الإنجليزية)
- أرلين إسكاربيتا على موقع قاعدة بيانات الفيلم (الإنجليزية)
- أرلين إسكاربيتا على موقع كينوبويسك (الروسية)